# Berthold Kerkring
Berthold Kerkring († 1534 in Lübeck) war ein deutscher Ratsherr der Hansestadt Lübeck.
Kerkring war der Sohn des Ratsherrn Wedeke Kerkring. Er wurde im Jahr 1500 in den Rat der Stadt gewählt. In den Jahren 1501, 1516–20 und 1523–24 nahm er im Rat die Funktion des Kämmereiherrn wahr. In der Zeit von 1524 bis 1530 leitete er als Amtmann die Verwaltung im Beiderstädtischen Amt Bergedorf. Im Sommer 1532 gehörte er in Kopenhagen der Lübecker Gesandtschaft an, die mit über das weitere Schicksal des abgesetzten dänischen Königs Christian II. beriet, der nach dem Versuch, Dänemark für sich zurückzuerobern, von seinem Onkel und Nachfolger auf dem dänischen Thron, König Friedrich I., gefangen genommen worden war (und dann bis zu seinem Tod weiter in Haft gehalten wurde). In seinen letzten Lebensjahren, als Jürgen Wullenwever die Regierung in Lübeck an sich gerissen hatte, nahm er nicht mehr an den Ratssitzungen teil.
Kerkring war mit Heilike, einer Tochter des Bürgermeisters Hermann von Wickede II, verheiratet und bewohnte das Haus Königstraße 1. Ihm gehörten die Güter Groß Steinrade, Schönböken, Roggenhorst sowie vier Hofstellen in Krempelsdorf. Der Zirkelgesellschaft gehörte er seit 1495 an. Seine Tochter Mette war mit Ludeke Lüneburg († 1539), seit 1535 Ratsherr, verheiratet. Sein Sohn Klingenberg war Mitglied im Lübecker Bürgerausschuss 1530.